# 飛縁魔

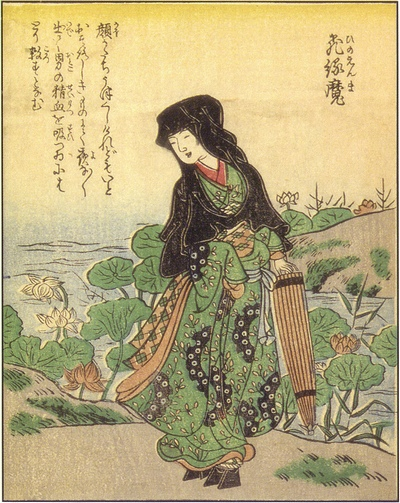
竹原春泉画『絵本百物語』より「飛縁魔」

飛縁魔（ひのえんま）または縁障女（えんしょうじょ）は、江戸時代の奇談集『絵本百物語』にある日本の妖怪。

## 概要
原典の『絵本百物語』本文によれば、本来の「飛縁魔」とは仏教から出た言葉であり、女犯を戒めるため、さらに女の色香に惑わされた挙句に自らの身を滅ぼしたり家を失ったりすることの愚かさを諭す言葉とされる。飛縁魔は、外見は菩薩のように美しい女性でありながら夜叉のように恐ろしく、この姿に魅入った男の心を迷わせて身を滅ぼし、家を失わせ、ついには命を失うとある。中国でかつて夏の桀王を惑わせて贅沢をしたという妺喜、殷の紂王を堕落させたという妲己、周の幽王の妃でありながら周を滅ぼす元凶となった褒姒といった王の妃たちが、この飛縁魔に例えられている（伝説上においては、彼女らの正体は九尾の狐とされる）。
名称は「火の閻魔」、即ち「火炎地獄の裁判官」を意味する。「飛縁魔」の名は「空飛ぶ魔縁」であり、縁（因縁）に魔障（悪い障害）をもたらす天魔やマーラの暗示でもある。丙午（ひのえうま）生まれとされる八百屋お七が天和の大火に関連していることから、飛び火して大火事となる「飛炎魔」を意味しているともいう。
丙午生まれの女性は男を食い潰して早死にさせるという言い伝えから創作された妖怪と言われることもある。また、『絵本百物語』本文にあるように、女犯を戒めるため、および女に惑わされて自らの身や国を滅ぼすことのないよう創作された妖怪とされることもある。
昭和・平成以降の妖怪関連の文献では、吸血鬼のように血や精気を吸い取って命を奪う妖怪としているものもある。